# Museu de Arte Sacra de Santiago do Cacém

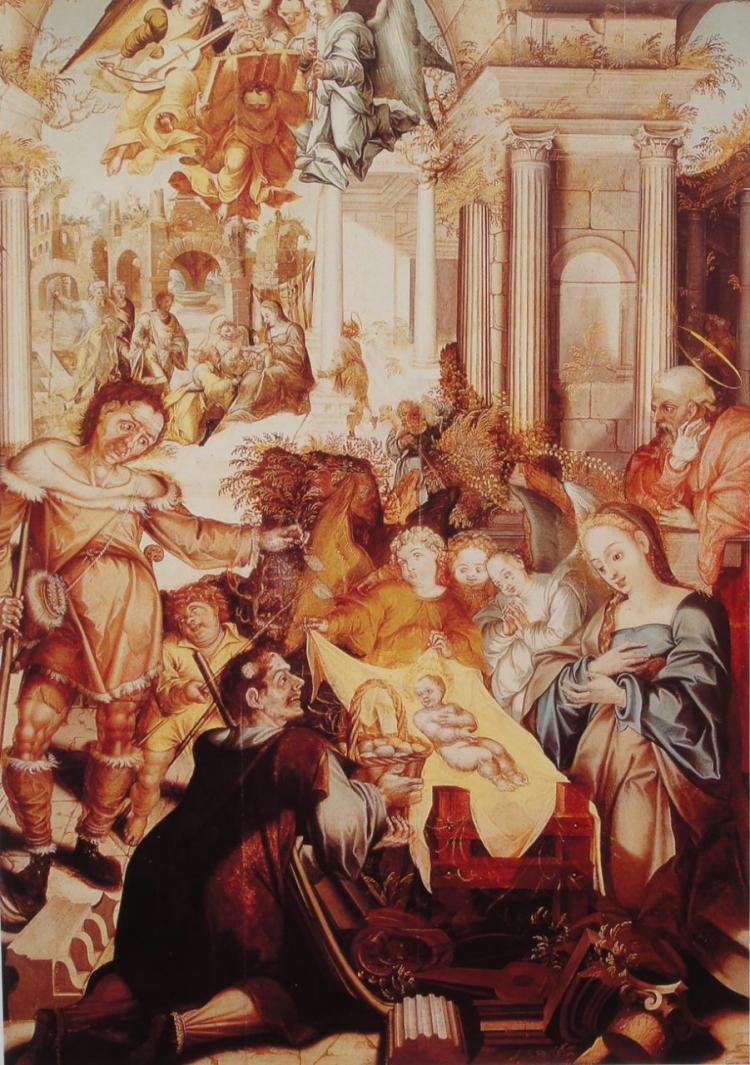
Adoração dos Pastores (c. 1550s) de Francisco de Campos

O Museu de Arte Sacra de Santiago do Cacém está instalado na Igreja Matriz de Santiago do Cacém, Monumento Nacional e propriedade do Estado, partilhando instalações com o Tesouro da Colegiada de Santiago, e faz parte da Rede de Museus da Diocese de Beja desde a fundação desta estrutura, em 2001.
Foi fundado em 1988 por iniciativa do Departamento do Património Histórico e Artístico da Diocese de Beja, na sequência de um protocolo de colaboração subscrito entre esta entidade e a Paróquia de Santiago do Cacém. 
Está previsto a re-instalação deste Museu no antigo Hospital do Espírito Santo (também designado Hospital da Santa Casa da Misericórdia de Santiago do Cacém), na Praça Conde de Bracial, em pleno centro histórico de Santiago do Cacém. Este monumento foi alvo de um projecto de reabilitação, realizado pelo Arqt.º Eduardo Souto Moura em 2000, que está aprovado pelas autoridades competentes e aguarda financiamento para poder ser levado a efeito. Constituiu-se, para tal, um consórcio entre a Diocese de Beja, o Município de Santiago do Cacém, o Instituto Português do Património Arquitectónico e Arqueológico e o Instituto Português de Museus.
O Museu tem promovido o inventário e a salvaguarda dos bens culturais religiosos do Município e do Arciprestado de Santiago do Cacém, assim como exposições, publicações e encontros científicos.